# 岩井映美里
岩井 映美里（いわい えみり、9月29日 - ）は、日本の女性声優。群馬県出身。アイムエンタープライズ所属。

## 経歴
日本ナレーション演技研究所を経て、2015年にアイムエンタープライズに所属。
2017年3月に上智大学文学部ドイツ文学科卒業。

## 人物
以前10年間中国に住んでいたことがある帰国子女。
中国語が堪能であり新漢語水平考試6級を有し、2017年夏放送の「生放送アニメ 直感×アルゴリズム♪」Xi（シー）役では中国語でキャラクターを担当する。
趣味は絵を描くこと、音楽を聴くこと、食べること、特技はカラーコーディネートである。
中国に住んでいた当時好きになった、日本のアニメや漫画などのコンテンツを発信できる人になりたいという思いから、声優を目指すようになった。幼少期より「美少女戦士セーラームーン」が好きであり、憧れの声優は月野うさぎ役の三石琴乃。

## 出演
太字はメインキャラクター。

### テレビアニメ
2016年
- ラブライブ!サンシャイン!!（女子生徒）
- ガーリッシュナンバー（女性声優、駅アナウンス）

2017年
- トミカハイパーレスキュー ドライブヘッド 機動救急警察（春野かすみ）
- 覆面系ノイズ（女子生徒2、女子高生1）
- ツインエンジェルBREAK（女子B）
- 冴えない彼女の育てかた♭（メイド）
- NEW GAME!!（コンペ会場の人々）
- アイドルマスター SideM（観客）

2018年
- citrus（生徒C）
- Caligula -カリギュラ-（音声案内、女子生徒C）
- おしえて魔法のペンデュラム〜リルリルフェアリル〜（花園ありす）
- キラキラハッピー★ ひらけ!ここたま（2018年 - 2019年、ちゃこ）
- あかねさす少女（女の子）

2019年
- 消滅都市（ナミ）
- ダンベル何キロ持てる?（プールの客）

2020年
- pet（大使〈幼少期〉）
- ソードアート・オンライン アリシゼーション War of Underworld（王麗 / 莓莓香）

2021年
- 蜘蛛ですが、なにか?（飯島愛子、七瀬千恵）
- 究極進化したフルダイブRPGが現実よりもクソゲーだったら（女の子）
- ラブライブ!スーパースター!!

2022年
- ラブライブ!虹ヶ咲学園スクールアイドル同好会
- ヤマノススメ Next Summit（千手院小春）

2023年
- アリス・ギア・アイギス Expansion（州天頃椎奈）
- 夢見る男子は現実主義者（花岡由梨）
- パズドラ（2023年 - 2025年、ミスティ、女性ファンB）

2024年
- ひみつのアイプリ（2024年 - 2025年、小川めい） - 2シリーズ
- 怪異と乙女と神隠し（友達）
- 神之塔 -Tower of God- 王子の帰還（ノマ）
- ぷにるはかわいいスライム（子ども）
- ドラえもん（テレビ朝日版第2期）（2024年 - 2025年、通行人A、えんぴつ）

2025年
- 没落予定の貴族だけど、暇だったから魔法を極めてみた（キャリー、ミーナ、スラルン）
- もめんたりー・リリィ（さざんかの友達）
- 黒執事 -緑の魔女編-（子供）
- Summer Pockets（紬ヴェンダース）
- ウィッチウォッチ（幼児2）

### 劇場アニメ
- 映画 ドライブヘッド〜トミカハイパーレスキュー 機動救急警察〜（2018年、春野かすみ[24]）
- HELLO WORLD（2019年、女子生徒）
- 思い、思われ、ふり、ふられ（2020年）
- 映画 五等分の花嫁（2022年）

### Webアニメ
- 生放送アニメ 直感×アルゴリズム♪（2017年、シー[25]）

### ゲーム
2016年
- アルテイルクロニクル（フィーネ）
- ゴシックは魔法乙女〜さっさと契約しなさい!〜（ルチカ、ザリーチェ）
- 刻のイシュタリア（神桃仙サク）

2017年
- 青空アンダーガールズ!（岩倉寧々）
- 征戦!エクスカリバー（アタランテ）
- ガールズオンメタル（エルヴィーラ）
- グランマルシェの迷宮（エルドラド、エンジェル、キャンディ、ナデシコ、ラム）

2018年
- A3!（観客、幼稚園児、天美の学生、通行人）
- Summer Pockets（紬ヴェンダース、ツムギ）
- アリス・ギア・アイギス（2018年 - 2024年、州天頃椎奈）
- クイズRPG 魔法使いと黒猫のウィズ（2018年 - 2025年、レモネヱドウジ、ラヰムジュウシャ）
- 白猫プロジェクト（モコ）
- 消滅都市2（ナミ）

2019年
- ウィザーズ シンフォニー（シルヴィア・ミスティーン）
- グリムエコーズ（ゲルダ）
- メギド72（2019年 - 2023年、アスラフィル）

2020年
- 東方LostWord（大妖精、リリーホワイト、フランドール）
- ステリアデイズ・ウィキッド（パティ・カラー）
- Summer Pockets REFLECTION BLUE（紬ヴェンダース、ツムギ）

2021年
- うたわれるもの ロストフラグ（2021年 - 2023年、クロマ）
- モンスターストライク（2021年 - 2024年、ブラウニー、イリス、ペディオ）

2023年
- 女神楽園 ガーデス・パラダイス（ペルセポネ、ミカエル）
- ヤマノススメ Next Summit 〜あの山に、もう一度〜（千手院小春）

2024年
- ドラゴンクエストX 未来への扉とまどろみの少女 オンライン（ラーナ）
- アズールレーン（ヌビアン）
- 開放空間：Over Field（フェイ）

2025年
- Honor of Kings（蔡文姫）

### ドラマCD
- Summer Pockets（2018年、紬ヴェンダース） - 3作品[注 1]

### 吹き替え
- ビッグ・ショーのファミリー・ショー (ケリー)

### ラジオ
※はインターネット配信。
- 青空アンダーガールズ!あおラジ（2017年、文化放送超A&G+※）[47]

### インターネット番組
- 岩井映美里のいちみりからえみりまで（2019年 - 2020年、ニコニコ生放送）[48]
- ヤマノススメ探検隊（2022年、YouTube）[49]

### その他コンテンツ
- 水曜日のダウンタウン（天使の声[50]）
- 温泉むすめ（昼神夜空[51]）
- バンめし♪（2020年、江里口絵里菜 / エリーナ）
- ヤマノススメコラボデー ベルーナドームセレモニアルピッチ（2022年9月19日）[52]

## ディスコグラフィ

### キャラクターソング
| 発売日   | 商品名                                                                    | 歌 | 楽曲                                                                                      | 備考                                                                |
| 2016年   | 2016年                                                                    | 2016年 | 2016年                                                                                    | 2016年                                                              |
| -------- | ------------------------------------------------------------------------- | --- | ----------------------------------------------------------------------------------------- | ------------------------------------------------------------------- |
| 8月12日  | 乙女全力☆マジsummer                                                       | LOVE☆MAXガールズ | 「乙女全力☆マジsummer」                                                                   | ゲーム『ゴシックは魔法乙女〜さっさと契約しなさい!〜』関連曲         |
| 2017年   |                                                                           | |                                                                                           |                                                                     |
| 4月29日  | 胸ドキしたら君のモノ                                                      | LOVE☆MAXガールズ 紅組 | 「胸ドキしたら君のモノ」                                                                  | ゲーム『ゴシックは魔法乙女〜さっさと契約しなさい!〜』関連曲         |
| 2018年   |                                                                           | |                                                                                           |                                                                     |
| 8月17日  | インコンプリートノーツ                                                    | SPR5 | 「インコンプリートノーツ」 「グッデイサンシャイン！」 「恋の魔法」                        | ゲーム『消滅都市2』関連曲                                           |
| 8月29日  | STAR☆TING!                                                                | 青空アンダーガールズ | 「STAR☆TING!」 「オレンジ」                                                               | ゲーム『青空アンダーガールズ!』関連曲                               |
| 8月29日  | STAR☆TING!                                                                | 銀河歌劇団 | 「放課後くるーずっ!」 「☆しゃるむてのわーる☆」 「DF3〜遥かなる旅〜」                      | ゲーム『青空アンダーガールズ!』関連曲                               |
| 9月19日  | ヒミツのカギ、ここたま！/ここたまさがそっ！み〜つっけた♪                  | 星ノ川はるか（高橋未奈美）、リボン（水瀬いのり）、ピロー（伊瀬茉莉也）、ちゃこ（岩井映美里） | 「ヒミツのカギ、ここたま！」                                                              | テレビアニメ『キラキラハッピー★ ひらけ!ここたま』オープニングテーマ |
| 9月26日  | Summer Pockets Original SoundTrack                                        | 紬ヴェンダース（岩井映美里） | 「紬の夏休み」                                                                            | ゲーム『Summer Pockets』挿入歌                                      |
| 12月29日 | Summer Pockets キャラクターソング『Sing!』                                | 紬ヴェンダース（岩井映美里） | 「Golden Hours」                                                                          | ゲーム『Summer Pockets』関連曲                                      |
| 2019年   |                                                                           | |                                                                                           |                                                                     |
| 1月9日   | Supreme Revolution                                                        | SPR5 | 「ファイブ！サスペクツ！」 「アルキオネ」 「気持ちはWhite Xmas」 「幾千の星が輝く夜空で」 | ゲーム『消滅都市2』関連曲                                           |
| 1月9日   | Supreme Revolution                                                        | ナミ（岩井映美里）、レナ（大西亜玖璃）、ユア（園山ひかり） | 「キミの世界にまざりたい」                                                                | ゲーム『消滅都市2』関連曲                                           |
| 1月9日   | Supreme Revolution                                                        | ナミ（岩井映美里） | 「Music☆Showtime」                                                                        | ゲーム『消滅都市2』関連曲                                           |
| 4月24日  | With Your Breath                                                          | SPR5 | 「With Your Breath」                                                                      | テレビアニメ『消滅都市』エンディングテーマ                          |
| 4月24日  | With Your Breath                                                          | SPR5 | 「夢の向こう側へ」                                                                        | ゲーム『AFTERLOST - 消滅都市』関連曲                                |
| 4月29日  | Summer Pockets Arrange Album Seven's sea                                  | 紬ヴェンダース（岩井映美里） | 「紬の夏休み（溝口ゆうま Remix）」                                                        | ゲーム『Summer Pockets』関連曲                                      |
| 2020年   |                                                                           | |                                                                                           |                                                                     |
| 8月14日  | Command ON Summer!                                                        | ヒョウハ・神令・テュール（角元明日香）、ロジェスティラ・神令・スクルド（堀場美希）、オルフェウス・神令・フォルセティ（平流エレン）、如意金箍棒・神令・フリッグ（田中音緒）、ミュルグレス・神令・トール（岩井映美里）、イチイバル・神令・オーディン（二ノ宮愛子） | 「Command ON Summer!」                                                                    | ゲーム『ファントム オブ キル』テーマソング                          |
| 9月30日  | summer steady go                                                          | ヒョウハ・神令・テュール（角元明日香）、ロジェスティラ・神令・スクルド（堀場美希）、オルフェウス・神令・フォルセティ（平流エレン）、如意金箍棒・神令・フリッグ（田中音緒）、ミュルグレス・神令・トール（岩井映美里）、イチイバル・神令・オーディン（二ノ宮愛子） | 「Party “ON” MIX」                                                                        | ゲーム『ファントム オブ キル』関連曲                                |
| 12月16日 | バンめし♪ ふるさとグランプリ ROUND3 〜秋の陣〜                            | Vanitas Lacrimosa［エリーナ（岩井映美里）］ | 「イノセントバイブル」                                                                    | 『バンめし♪』関連曲                                                 |
| 2021年   |                                                                           | |                                                                                           |                                                                     |
| 4月28日  | ゴシックは魔法乙女 キャラクターソングCD ルチカ「ルチカのふえぇぇ☆大作戦」 | ルチカ（岩井映美里） | 「ルチカのふえぇぇ☆大作戦」                                                               | ゲーム『ゴシックは魔法乙女〜さっさと契約しなさい！〜』関連曲        |